# Датчик прямого заряда
Дете́кторы прямо́го заря́́да относятся к так называемым зарядовым датчиками. Зарядовые датчики — датчики с принудительным собиранием заряда (вакуумная камера, вторично-электронный умножитель) и датчики, генерирующие электрический заряд (эмиссионный детектор прямого заряда (ДПЗ)).
По механизму образования заряда ДПЗ подразделяют на:
- активационные
- комптоновские
- деления.

По электрическим параметрам детектор прямого заряда является генератором тока.

## Принцип действия
Принцип действия ДПЗ основан на улавливании β--частиц — (электронов) при бета-распада ядер, образующихся в некоторых элементах при активации нерадиоактивных ядер нейтронами в результате ядерной реакции. Например, в качестве материала эмиттера часто применяется родий. Природный родий - моноизотопный элемент, полностью состоящий из изотопа родий-103. При облучении нейтронами родия происходит ядерная реакция:
{\displaystyle {\ce {^{103}Rh + n -> ^{104}Rh,}}}
изотоп {\displaystyle {\ce {^{104}Rh}}} β--радиоактивен с периодом полураспада 42 с и в результате β--распада с вероятностью 99,55 % превращается в палладий-104:
{\displaystyle {\ce {^{104}Rh -> ^{104}Pd + e}}}.
Эмитируемые высокоэнергетические электроны от β--распада проникают через слой изолятора эмиттера, достигают коллектора и поглощаются им. Возникающий при этом электрический ток в цепи коллектора датчика и является его полезным выходным сигналом, так как скорость образования ядер родия-104 пропорциональна потоку нейтронов, то ток ДПЗ сразу характеризует интенсивность потока нейтронов. 
Помимо β--частиц от распада β--радиоактивных ядер в потоке электронов присутствуют электроны, возникшие в результате фотоэффекта и комптоновского рассеяния гамма-квантов, без задержки испускаемых в реакциях (n, γ).
По принципу использования двух этих основных эффектов ДПЗ разделяют на комптоновские и активационные.

## История появления
Впервые β-эмиссия радиоактивных изотопов для детектирования потоков нейтронов была предложена  авторами работы[какой?]. Наибольшее распространение в активационных датчиках получили ванадий, кобальт, родий, серебро, кадмий, эрбий, гафний, платина.

## Основные достоинства и конструктивные особенности
Основные достоинства ДПЗ:
- простота конструкции;
- миниатюрность;
- отсутствие внешнего источника питания;
- удобный для регистрации электрический выходной сигнал.

К их недостаткам относят:
- низкую чувствительность;
- инерционность активационных детекторов;
- ограниченный выбор материалов эмиттера;
- постепенная деградация материала эмиттера.

Благодаря достоинствам ДПЗ широко используются в системы внутриреакторного контроля (СВРК) потока нейтронов в ядерных реакторов различных типов.
Конструктивно ДПЗ представляют собой цилиндрическую камеру с центральным электродом — эмиттером, наружным электродом — коллектором (как правило, это корпус детектора) и диэлектриком между электродами.
Чувствительностью нейтронного ДПЗ принято называть отношение силы тока детектора от облучения нейтронами к плотности невозмущенного[прояснить] потока нейтронов. Для активационных и комптоновских ДПЗ чувствительность — функция макроскопического сечения активации эмиттера, коэффициента возмущения нейтронного потока детектором, степени поглощения гамма-квантов и электронов в материалах эмиттера, изолятора и коллектора, а также от геометрических размеров детектора.
Установка нейтронного детектора в среду с заметным поглощением тепловых нейтронов может уменьшить его чувствительность, что обусловлено повышенной температурой нейтронного газа[прояснить].
Для достижения максимальной чувствительности толщина диэлектрика должна быть весьма малой и составлять сотые доли миллиметра. Имеется стандартизованная процедура определения чувствительности серийно выпускаемых нейтронных ДПЗ размещаемых в канале ядерного реактора, в которой считается, что электрический ток в цепи детектора, измеряемый вторичным прибором, определяется воздействием на чувствительную часть тепловых и надтепловых нейтронов. Это справедливо лишь для некоторых частных случаев применения ДПЗ с родиевым эмиттером, тогда как остальными вкладами в ток ДПЗ можно пренебречь.

## Область применения. Эксплуатационные и метрологические характеристики
Важная эксплуатационная характеристика ДПЗ — диапазон измерений, в пределах которого показания детектора пропорциональны плотности потока нейтронов.
По теоретическим оценкам значение верхнего предела плотности потока нейтронов для ДПЗ с эмиттерами из родия, серебра и ванадия составляет от 1017 см−2с−1 до 1020 см−2с−1. Нижний предел линейности ДПЗ обусловлен влиянием гамма-излучения реактора, токами линии связи и токами от долгоживущих радионуклидов в материале эмиттера.
Наибольшим диапазоном линейности обладает родий (три десятичных порядка), а наименьшим — платина, которая, по существу, является скорее датчиком гамма-излучения, чем нейтронным ДПЗ.
Для серийных ДПЗ как стандартизованных средств измерения важна такая их характеристика, как воспроизводимость — разброс чувствительности в партии ДПЗ одной конструкции. Исходная неидентичность обусловлена разбросом влияющих на чувствительность характеристик: геометрических размеров эмиттера и изолятора, удельной электропроводности диэлектрика и, в меньшей степени, геометрией коллектора.
При выпуске ДПЗ достигается разброс чувствительности родиевых ДПЗ до ± 2 % и менее, а серебряных — до ± 20 %. В процессе эксплуатации из-за влияния различных факторов неидентичность ДПЗ возрастает.
Поскольку ДПЗ используют для исследования распределения потоков нейтронов по объёму реактора, важное свойство детектора — локальность. Расчеты показывают, что размеры ДПЗ не характеризуют геометрию той точки в реакторе, которой можно приписать измеренный поток нейтронов. Размеры области, в пределах которой образуются нейтроны, дающие вклад в показания ДПЗ, зависят от нейтронно-физических свойств среды и энергетического распределения нейтронов. Для родиевого ДПЗ радиус сферы, в пределах которой обеспечивается 95 % сигнала детектора, равен в воде 13; 10; 5 см, а в бериллии 19; 13 и 6 см при отношении плотности потока тепловых нейтронов к плотности потока надтепловых нейтронов, равном 10, 20 и 30 соответственно. В сильно поглощающих тепловые нейтроны средах, например в массивных ампулах с металлическими образцами, локальность ДПЗ гораздо выше даже при гораздо меньшем отношении плотностей потоков тепловых и надтепловых нейтронов. Нелокальность ДПЗ обуславливает неточность описания пространственно-неоднородного нейтронного поля в областях, где существенны изменения градиента потока.
Детекторы прямого заряда называют нейтронными или гамма-детекторами по преобладающему вкладу в силу тока детектора от того или от иного рода излучения. Практически в поле полиэнергетического реакторного излучения влияние различных механизмов генерации тока зависит от материалов и конструкции детектора и от условий его работы.
В наиболее изученных родиевых активационных детекторах мгновенная составляющая тока детектора, определяемая в основном комптон-эффектом от гамма-квантов радиационного захвата нейтронов, в условиях активных зон и отражателей тепловых реакторов достигает 5—15 %.
Обычно принимают, и это подтверждено экспериментально в реакторах с тепловым спектром нейтронов, что вклад в силу тока родиевого активационного ДПЗ от гамма-квантов внешнего фона мал (примерно 1 %). Более существенен этот вклад для комптоновских ДПЗ, чувствительность которых к нейтронам значительно меньше, чем родиевых.
Из-за наличия в ряду радиоактивного распада долгоживущих γ- и β-активных нуклидов появляется дополнительный ток. Например, вклад распада ядерного изомера {\displaystyle {\ce {^{104m}Rh}}} (Т1/2=4,3 мин) существенен и по отношению к силе тока {\displaystyle {\ce {^{104}Rh}}} составляет 7—8 %.
Очевидно, для одного и того же детектора вклад от распада изомера {\displaystyle {\ce {^{104m}Rh}}} не может превысить долю мгновенной составляющей, поскольку энергия электронов внутренней конверсии и β--частиц {\displaystyle {\ce {^{104}Rh}}} значительно ниже (0,5 и 0,3 МэВ), чем средняя энергия β--частиц радиоактивного распада {\displaystyle {\ce {^{104}Rh}}} (2,44 МэВ) и комптон-электронов от гамма-квантов радиационного захвата (средняя энергия гамма-квантов 1,72 МэВ), и их потеря в относительно толстом изоляторе (более 0,2 мм) существенна из-за небольшой длины свободного пробега.
В целом на характеристики ДПЗ влияют не только его конструктивные особенности и свойства применяемых материалов, но и условия его эксплуатации (интенсивность и энергетический спектр нейтронов, температура нейтронного газа, время работы и температура детектора, условия размещения линий связи и т. п.). Поэтому расчетные оценки характеристик детекторов носят приблизительный, зачастую качественный характер. Тем не менее с их помощью можно оценить целесообразность применения детектора в тех или в иных условиях эксперимента. К наиболее важным факторам, влияющим на метрологические характеристики ДПЗ следует отнести: выгорание материала эмиттера и генерацию тока в кабеле линии связи.
Возникающие в линии связи токи в основном обусловлены активацией материалов кабеля нейтронами, поглощением гамма-излучения реактора в кабеле, тепловыми токами. Считается, что основной вклад в ток линии связи из коаксиального кабеля (80—90 %) вносит гамма-излучение реактора.
В целом, токи линии связи ухудшают линейность ДПЗ, особенно, когда чувствительность детектора низка. Увеличение сопротивления изоляции кабеля улучшает ситуацию. Для повышения сопротивления изоляции желательно, если есть возможность, увеличить диаметр коаксиального кабеля или вообще от него отказаться.
Кроме токов линии связи, роль фона в сигнале нейтронного ДПЗ играют токи, возникающие вследствие чувствительности детектора к гамма-излучению реактора (в основном это излучение долгоживущих продуктов деления) и к заряженным частицам. От заряженных частиц эффективно защищают металлическая оболочка ДПЗ и стенки канала, в котором он размещен.
Объемный электрический заряд, возникающий в диэлектрике вследствие термализации эмитируемых электронов, создает в нём электрическое поле, в котором при наличии свободных носителей заряда возникает ток проводимости, а при изменении напряженности во времени — и ток смещения. При толщине диэлектрика менее 0,2 мм влиянием объемного заряда можно пренебречь. Электромагнитные помехи общего вида в принципе могут влиять на показания ДПЗ даже при наличии заземленного коллектора (если это не заземление в одной точке). Эти помехи можно устранить фильтрацией сигнала.
Влияние температуры на показания ДПЗ обусловлено изменением электрических свойств диэлектрика, приводящим, в частности, к увеличению тока утечки. Этот ток пренебрежимо мала при соблюдении условия Rиз>>Rпр (Rиз, Rпр — сопротивление изоляции датчика и кабеля и входное сопротивление измерительного прибора). С увеличением температуры возрастают токи утечки в диэлектрике, связанные с неравномерным распределением носителей заряда и увеличением их подвижности. Результирующая температурная чувствительность ДПЗ может быть значительно выше предсказываемой только в результате влияния термоэлектродвижущей силы.
При использовании ДПЗ для регистрации режимов с быстрыми изменениями плотности потока нейтронов возрастает влияние тока смещения, гамма-фона активной зоны реактора, токов линии связи. Родиевые активационные ДПЗ можно применять для регистрации переменных режимов, протекающих со скоростью до 20 в секунду, при использовании аналогового корректора инерционности. В комптоновских ДПЗ возможности регистрации переменных режимов ограничиваются активационной составляющей, достигающей в различных реакторах и различных условиях работы 8—20 %.
В реакторных установках ДПЗ применяют в условиях воздействия интенсивных реакторных излучениях и повышенных температур. Применяемые при этом схемы и измерительно-вычислительные системы принципиально не различаются и состоят, как правило, из коммутатора сигналов низкого уровня, токового усилителя, аналого-цифрового преобразователя (АЦП), сигнального кабеля и ПЭВМ.